# Jim Klobuchar
James John Klobuchar (Ely, 9 de abril de 1928 - Burnsville, 12 de mayo de 2021) fue un periodista, escritor, columnista y guía de viaje estadounidense de origen esloveno. Escribió para el Star Tribune en Minneapolis durante tres décadas y escribió una columna ocasional para The Christian Science Monitor. Es el padre de la senadora estadounidense, Amy Klobuchar por Minnesota.

## Primeros años
Klobuchar nació en Ely, Minnesota hijo de Mary (Pucel) y Michael Klobuchar. Sus abuelos eran todos de Eslovenia, el apellido Klobučar significa "sombrerero" en esloveno. Obtuvo un título de Asociado en Artes de Ely Junior College (ahora Vermilion Community College) en 1948 y una Licenciatura en Artes, cum laude, de la Universidad de Minnesota en 1950.

## Carrera profesional
Klobuchar sirvió en el ejército de los Estados Unidos desde 1950 hasta 1952. Trabajó como editor de cable para el Bismarck Tribune en Dakota del Norte en 1950 y como reportero legislativo de 1952 a 1953.
Trabajó como redactor de la Associated Press en Minneapolis de 1953 a 1961 y con el Minneapolis Tribune de 1961 a 1965. Se convirtió en columnista del Minneapolis Star a partir de 1965.

## Vida personal
Klobuchar se casó con Rose Heuberger el 7 de agosto de 1954 y tuvo dos hijas, Amy y Meagan.
Klobuchar era un alcohólico que con frecuencia se perdía las reuniones familiares durante la juventud de sus hijos, pasaba mucho tiempo fuera debido a su consumo de alcohol y fue arrestado repetidamente por conducir bajo los efectos del alcohol. Klobuchar y su esposa se divorciaron en 1976. Inició el divorcio, llamándose a sí mismo otro "hombre de mediana edad con pasión por los viajes". El divorcio afectó gravemente a la familia, la relación de Amy con su padre no se recuperó por completo hasta la década de 1990, cuando dejó de beber. Klobuchar y su exesposa se reconciliaron como mejores amigos unos años después del divorcio, y nunca se arrepintió del impacto que tuvo el divorcio en la familia.
Durante gran parte de su vida, Klobuchar fue un ávido ciclista y dirigió el paseo en bicicleta grupal.

### Salud y fallecimiento
Hacia el final de la vida de Klobuchar, tenía la enfermedad de Alzheimer. Falleció en un centro de atención en Burnsville, Minnesota el 12 de mayo de 2021, a los 93 años. Amy Klobuchar anunció la muerte y dijo sobre su padre: "Le encantaba el periodismo. Amaba los deportes y la aventura. Y lo amamos". El gobernador de Minnesota, Tim Walz, también rindió homenaje y declaró: "Nuestra comunidad de prensa perdió a un gigante con el fallecimiento de Jim Klobuchar". También se hicieron planes para enterrarlo en el Cementerio Nacional de Fort Snelling.

## Libros
- The Zest (and Best) of Klobuchar, Mark Zelenovich, Inc., 1967.
- True Hearts and Purple Hearts, Minneapolis: Ross & Haines, 1970.
- Tarkenton, Nueva York: Harper & Row, 1976. Coautor, Fran Tarkenton .
- Will the Vikings Ever  Win the Super Bowl?: An inside look at the Minnesota Vikings of 1976, with the journal of Jeff Siemon, Nueva York: Harper & Row, 1977.
- Will America Accept Love at Halftime?, Ross y Haines, 1992
- Minstrel: My Adventures in Newspapering, Minneapolis: University of Minnesota Press, 1997.
- Pursued by Grace: A Newspaperman's Own Story of Spiritual Recovery, Minneapolis: Augsburg Fortress Publishers, 1998.
- The Cross Under the Acacia Tree: The True Story of David and Eunice Simonson's Epic Mission in Africa, Minneapolis: Kirk House Publishers, 1999.
- Knights and Knaves of Autumn: 40 Years of Pro-Football and the Minnesota Vikings, Cambridge, Minnesota: Publicaciones de aventuras, 2000.
- Sixty Minutes with God, Kirk House, 2003.ISBN 1-886513-78-3
- Walking Briskly Toward the Sunset, Nodin Press, 2005.